# Classement par équipes du Tour d'Espagne
Le Classement par équipes est un prix décerné depuis 1935 sur le Tour d'Espagne à la meilleure équipe.

## Méthode de calcul
« Il résulte de la somme des trois meilleurs chronos obtenus par l’équipe dans chacune des étapes. L’équipe la mieux classée sera celle qui aura totalisé le moins de temps.
En cas d'égalité, le départage aura lieu en appliquant les critères suivants :
- nombre de premières places dans le classement par équipes d'étape.
- nombre de deuxièmes places dans le classement par équipes d'étape, etc.

Si toutefois, l’égalité persiste, l’équipe mieux classée sera celle dont le premier coureur aura obtenu la meilleure place au classement général individuel au temps.
Toute équipe réduite à moins de trois coureurs est éliminée du classement général par équipes. »
L'équipe victorieuse reçoit 12 500 euros.

## Palmarès
| Année | Équipe                |
| ----- | --------------------- |
| 1935  | Belgique              |
| 1936  | Belgique              |
| 1941  | Espagne               |
| 1942  | F.C. Barcelone        |
| 1945  | D. Cic. Manresano     |
| 1946  | Espagne               |
| 1947  | Espagne               |
| 1948  | Espagne               |
| 1950  | Espagne               |
| 1955  | France                |
| 1956  | Espagne               |
| 1957  | Pirenaico             |
| 1958  | Belgique              |
| 1959  | Faema                 |
| 1960  | Groene Leeuw          |
| 1961  | Faema                 |
| 1962  | Helyett-Saint Raphael |
| 1963  | Saint Raphael         |
| 1964  | Kas                   |
| 1965  | Mercier-BP            |
| 1966  | Kas                   |
| 1967  | Kas                   |
| 1968  | Kas                   |
| 1969  | Bic                   |
| 1970  | Werner                |
| 1971  | Werner                |
| 1972  | Kas                   |
| 1973  | La Casera             |
| 1974  | Kas                   |
| 1975  | Kas                   |
| 1976  | Kas-Campagnolo        |
| 1977  | Teka                  |
| 1978  | Kas                   |
| 1979  | Kas                   |
| 1980  | Splendor              |
| 1981  | Zor-Helios-Novostil   |
| 1982  | Kelme                 |
| 1983  | Zor                   |
| 1984  | Teka                  |
| 1985  | Zor-Gemeaz            |

| Année | Équipe                     |
| ----- | -------------------------- |
| 1986  | Zor-BH                     |
| 1987  | Ryalcao-Manzana-Postobon   |
| 1988  | BH                         |
| 1989  | Kelme                      |
| 1990  | ONCE                       |
| 1991  | ONCE                       |
| 1992  | Amaya Seguros              |
| 1993  | Amaya Seguros              |
| 1994  | Banesto                    |
| 1995  | ONCE                       |
| 1996  | Polti                      |
| 1997  | Kelme-Costa Blanca         |
| 1998  | Banesto                    |
| 1999  | Banesto                    |
| 2000  | Kelme-Costa Blanca         |
| 2001  | iBanesto.com               |
| 2002  | Kelme-Costa Blanca         |
| 2003  | iBanesto.com               |
| 2004  | Comunitat Valenciana-Kelme |
| 2005  | Comunitat Valenciana       |
| 2006  | Discovery Channel          |
| 2007  | Caisse d'Épargne           |
| 2008  | Caisse d'Épargne           |
| 2009  | Xacobeo Galicia            |
| 2010  | Katusha                    |
| 2011  | Geox-TMC                   |
| 2012  | Movistar                   |
| 2013  | Euskaltel Euskadi          |
| 2014  | Katusha                    |
| 2015  | Movistar                   |
| 2016  | BMC Racing                 |
| 2017  | Astana                     |
| 2018  | Movistar                   |
| 2019  | Movistar                   |
| 2020  | Movistar                   |
| 2021  | Bahrain Victorious         |
| 2022  | UAE Team Emirates          |
| 2023  | Jumbo-Visma                |
| 2024  | UAE Emirates               |

## Victoires par pays
| Pos. | Pays                | Victoires |
| ---- | ------------------- | --------- |
| 1    | Espagne             | 56        |
| 2    | Belgique            | 7         |
| 3    | France              | 5         |
| 4    | États-Unis          | 2         |
| 4    | Russie              | 2         |
| 4    | Émirats arabes unis | 2         |
| 7    | Bahreïn             | 1         |
| 7    | Colombie            | 1         |
| 7    | Italie              | 1         |
| 7    | Kazakhstan          | 1         |
| 7    | Pays-Bas            | 1         |